# Городское поселение Оболенск
Городское поселение Оболенск — упразднённое муниципальное образование бывшего Серпуховского муниципального района Московской области.

## География
Расположено на северо-западе района.
Площадь территории 5,15 км² (515 га).
Городское поселение Оболенск на юге, востоке и севере граничит с территорией Дашковского сельского поселения, на западе — с Жуковским муниципальным районом Калужской области.
В состав городского поселения входят посёлок Оболенск, деревни Станки и Калугино упразднённого Калиновского сельского округа.
Посёлок Оболенск — крупнейший населённый пункт в городском поселении, он был основан в 1975 году, название дали по средневековому городу Оболенску.

## История
Образовано в соответствии с Законом Московской области от 28.02.2005 № 78/2005-ОЗ «О статусе и границах Серпуховского муниципального района и вновь образованных в его составе муниципальных образований» в ходе муниципальной реформы.
Глава поселения — Ефремова Татьяна Владимировна.
Законом Московской области № 220/2018-ОЗ от 14 декабря 2018 года, поселение было упразднено и вместе с другими поселениями Серпуховского муниципального района объединено с городским округом Серпухова в единое муниципальное образование городской округ Серпухов.

## Население
| 2006  | 2007  | 2008  | 2009  | 2010  | 2011  |
| ----- | ----- | ----- | ----- | ----- | ----- |
| 5303  | ↗5346 | ↗5352 | ↗5382 | ↘5065 | ↘5048 |
| 2012  | 2013  | 2014  | 2015  | 2016  | 2017  |
| →5048 | ↘4980 | ↗4982 | ↘4952 | ↘4846 | ↘4787 |
| 2018  | 2019  |       |       |       |       |
| ↘4681 | ↗4710 |       |       |       |       |

## Экономика и инфраструктура
Градообразующим предприятием является Государственный научный центр прикладной микробиологии и биотехнологии. Также на территории муниципалитета осуществляют свою деятельность следующие компании:
- ЗАО НПФ «ВИФИТЕХ»
- ЗАО «ФП „Оболенское“»
- ОАО «ТД Биоснабсбыт»
- ФГБУЗ МЧС № 164 ФМБА России
- ЗАО «Биофарма»
- филиал ЗАО «Мирра-М»
- ЗАО «Национальные биотехнологии»
- В соответствии со сметой доходов и расходов городского поселения Оболенск, доход в 2008 составляет 8769,2 тыс. рублей, сумма расходов — аналогична.

## Транспорт
Оболенское поселение связано с окружающими городами автомобильным транспортом, действуют автобусные маршруты:
- № 40 «Оболенск — Протвино»
- № 43 «Оболенск — Серпухов»
- № 60 «Оболенск — Протвино — Серпухов»
- № 397 «Оболенск — Москва»

## Достопримечательности
- Мемориал боевой славы и часовня в деревне Станки
- Храм Кирилла и Мефодия в Оболенске[18]
- Храм Святителя Николая Чудотворца в Калугине[19]  Объект культурного наследия № 5000002668№ 5000002668